# Рождественский (Уфимский район)
Рожде́ственский (баш. Рождественка; ранее — Ново-Рождественский) — деревня на реке Таушке в Уфимском районе Башкортостана. Входит в состав Кирилловского сельсовета.

## География
Рядом с деревней протекает река Таушка.

### Географическое положение
Расстояние до:
- районного центра (Уфа): 47 км[2],
- центра сельсовета (Кириллово): 2 км[2],
- ближайшей ж/д станции (Иглино): 10 км[2]
- ближайшей ж/д платформы (Тауш): 3 км.

## История
Возник около 1910-х (не ранее 1906 и не позже 1912) как починок Ново-Рождественский деревни Алаторки (или Рождественский, где в 1906 проживало 405 мужчин и 498 женщин при 106 дворах) на правом берегу реки Таушки, напротив деревни Кириллово, в Иглинский волости Уфимского уезда.

## Население
| 2002 | 2009 | 2010 |
| ---- | ---- | ---- |
| 72   | ↗84  | ↗95  |

В 1920 русских 223 человека при 42 хозяйствах и украинцев 27 человек при 4 хозяйствах.
Национальный состав
Согласно переписи 2002 года, преобладающая национальность — русские (83 %).

## Транспорт
Соединена с деревней Кириллово асфальтированной двухполосной автодорогой. Так же в деревне имеется школьная остановка.